# Michael Zachries
Michael Zachries (Zwickau, 29 de outubro de 1943 — Starnberg, 28 de julho de 2021) foi um velejador alemão, medalhista olímpico. Ele competiu nos Jogos Olímpicos de Verão de 1976 na classe Soling e conquistou a medalha de bronze, ao lado de Dieter Below e Olaf Engelhardt, como representantes da Alemanha Oriental.
Ele começou a navegar no SG Dynamo Berlin-Süd e em 1967 mudou-se para o TSC Berlin, de onde surgiu o SC Berlin-Grünau em 1969. A partir de 1969, Zachries navegou na classe Dragon, na qual conquistou o título da RDA em 1971. Zachries trabalhou como veleiro no SC Berlin-Grünau e mudou-se para o Munich Yacht Club no Lago Starnberg como contramestre em 1991.